# Ilario Di Buò
Ilario Di Buò (Trieste, 13 de diciembre de 1965) es un deportista italiano que compitió en tiro con arco, en la modalidad de arco recurvo.
Participó en seis Juegos Olímpicos de Verano, entre los años 1984 y 2008, obteniendo dos medallas en la prueba por equipo, en Sídney 2000 (junto con Matteo Bisiani y Michele Frangilli) y en Pekín 2008 (con Mauro Nespoli y Marco Galiazzo).
Ganó tres medallas en el Campeonato Mundial de Tiro con Arco al Aire Libre entre los años 1999 y 2003, y cuatro medallas en el Campeonato Mundial de Tiro con Arco en Sala entre los años 1999 y 2003.
Además, obtuvo once medallas en el Campeonato Europeo de Tiro con Arco al Aire Libre entre los años 1990 y 2010, y dos medallas en el Campeonato Europeo de Tiro con Arco en Sala, en los años 1998 y 2004.
En 2000 fue nombrado oficial de la Orden al Mérito de la República Italiana y en 2008 fue promovido a comendador de la Orden al Mérito de la República Italiana. En 1999 recibió el Collar de Oro del Mérito Deportivo del Comité Olímpico Nacional Italiano.

## Palmarés internacional
| Juegos Olímpicos                 | Juegos Olímpicos            | Juegos Olímpicos  | Juegos Olímpicos |
| Año                              | Lugar                       | Medalla           | Prueba           |
| -------------------------------- | --------------------------- | ----------------- | ---------------- |
| 2000                             | Sídney (Australia)          | Medalla de plata  | Equipo           |
| 2008                             | Pekín (China)               | Medalla de plata  | Equipo           |
| Campeonato Mundial al Aire Libre |                             |                   |                  |
| Año                              | Lugar                       | Medalla           | Prueba           |
| 1999                             | Riom (Francia)              | Medalla de oro    | Equipo           |
| 2001                             | Pekín (China)               | Medalla de plata  | Equipo           |
| 2003                             | Nueva York (Estados Unidos) | Medalla de bronce | Equipo           |
| Campeonato Mundial en Sala       |                             |                   |                  |
| Año                              | Lugar                       | Medalla           | Prueba           |
| 1999                             | La Habana (Cuba)            | Medalla de plata  | Equipo           |
| 2001                             | Florencia (Italia)          | Medalla de bronce | Equipo           |
| 2003                             | Nimes (Francia)             | Medalla de oro    | Individual       |
| 2003                             | Nimes (Francia)             | Medalla de oro    | Equipo           |
| Campeonato Europeo al Aire Libre |                             |                   |                  |
| Año                              | Lugar                       | Medalla           | Prueba           |
| 1990                             | Barcelona (España)          | Medalla de plata  | Individual       |
| 1990                             | Barcelona (España)          | Medalla de plata  | Equipo           |
| 1996                             | Kranjska Gora (Eslovenia)   | Medalla de plata  | Individual       |
| 1996                             | Kranjska Gora (Eslovenia)   | Medalla de plata  | Equipo           |
| 1998                             | Boé/Agen (Francia)          | Medalla de oro    | Equipo           |
| 2000                             | Antalya (Turquía)           | Medalla de plata  | Individual       |
| 2002                             | Oulu (Finlandia)            | Medalla de bronce | Individual       |
| 2002                             | Oulu (Finlandia)            | Medalla de bronce | Equipo           |
| 2006                             | Atenas (Grecia)             | Medalla de bronce | Equipo           |
| 2008                             | Vittel (Francia)            | Medalla de oro    | Equipo           |
| 2010                             | Rovereto (Italia)           | Medalla de plata  | Equipo           |
| Campeonato Europeo en Sala       |                             |                   |                  |
| Año                              | Lugar                       | Medalla           | Prueba           |
| 1998                             | Oldenburgo (Alemania)       | Medalla de oro    | Equipo           |
| 2004                             | Sassari (Italia)            | Medalla de plata  | Equipo           |